# Slag bij Berchem

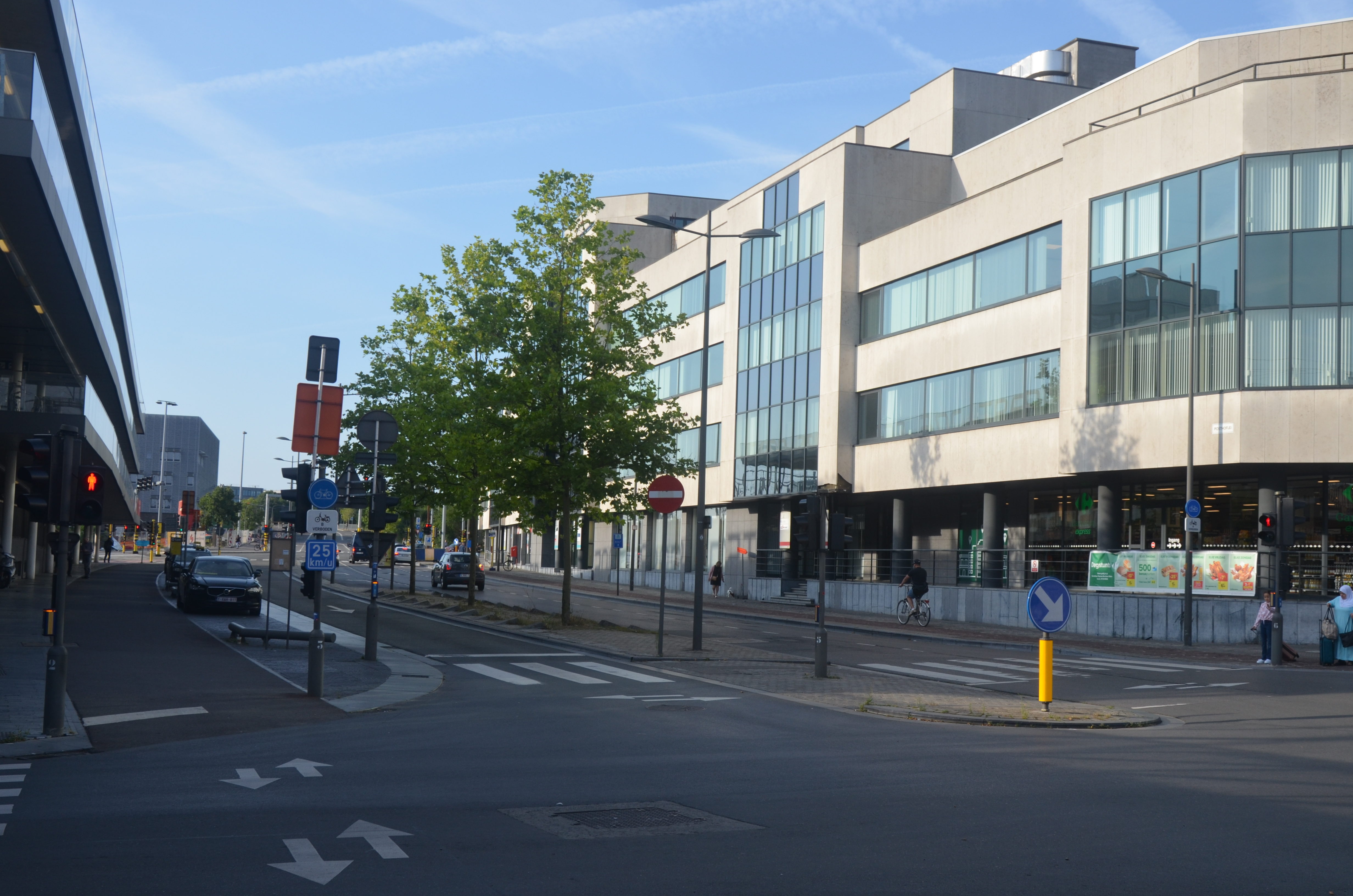
Huidige locatie Posthof te Berchem-Antwerpen

De Slag bij Berchem is een schermutseling tussen Belgische revolutionairen en het Nederlandse leger ten tijde van de Belgische Omwenteling. De slag vond plaats op 24, 25 en 26 oktober 1830 en liep uit op een overwinning voor de Belgen. Op 27 oktober 1830 trokken de revolutionairen Antwerpen binnen. 

## Aanloop
Na Napoleons nederlaag in 1815 wilden de overwinnaars de oude evenwichten op het continent herstellen. Op het congres van Wenen werden de voormalige Oostenrijkse Nederlanden, het prinsbisdom Luik, het abdijvorstendom Stavelot-Malmedy, het hertogdom Bouillon en nog wat kleine zelfstandige gebieden ingedeeld bij de Bataafse Republiek. De nieuwe staat heette het Verenigd Koninkrijk der Nederlanden, het staatshoofd was Willem I van Oranje-Nassau. 
Willems autoritaire taal- en godsdienstbeleid leidde tot wrevel in de zuidelijke provincies. In 1830 barstte de zweer en op 25 augustus braken er relletjes uit in Brussel na een opvoering van de nationalistische opera De Stomme van Portici. Om de opstand neer te slaan trokken de Nederlanders in september met een leger van 12.000 soldaten Brussel binnen, maar zij waren niet opgewassen tegen de vele vrijwilligers die toestroomden in de hoofdstad. De Nederlanders trokken zich terug in de nacht van 26 op 27 september en op 4 oktober 1830 riep het Voorlopig Bewind de Belgische onafhankelijkheid uit. 
Het staatsleger trok zich terug op Antwerpen, achternagezeten door de Belgische revolutionairen, die onder aanvoering van generaal Anne-François Mellinet en generaal Charles Niellon respectievelijk Mechelen en Lier op de staatstroepen veroverden. De Nederlanders groeven zich in te Berchem en Borgerhout.

## Verloop van de slag
Op 24 oktober 1830 vinden de legers onder Mellinet en Niellon terug aansluiting ter hoogte van Mortsel. De aanvoerders verdelen de opdrachten: Mellinet zal oostwaarts optrekken richting Wilrijk, Niellon zal oprukken naar het noorden. Mellinet zal met zijn troepen de linkerzijde van de Grotesteenweg stadinwaarts bevrijden. Er wordt zo hevig gevochten rond het Troyentenhof dat het de bijnaam 'Strijdhof' krijgt.   
Charles Niellon van zijn kant trekt via Berchembos door naar Ter Nieuwerbrugge, een kasteel op de Berchemse Groenenhoek ter hoogte van de huidige Smaragdstraat. Nadat ze dit veroveren op de Hollanders stuurt hij graaf Frédéric de Merode op verkenning met een handvol vrijwilligers. Op 25 oktober ontstaat rond 16:00 uur een hevig vuurgevecht ter hoogte van de Leemstraat aan het Posthof tussen deze voorhoede en de Hollanders die zich op de Zurenborghoeve hadden verschanst. De jonge graaf krijgt een kogel in het rechterdijbeen. Zijn been moet geamputeerd worden en hij zal enkele dagen later, op 4 november 1830, overlijden in Mechelen aan de gevolgen van een infectie.
Volgens de overlevering krijgt de aanval van de Belgen opnieuw momentum omdat de gewonde graaf zijn kompanen aanvuurt om door te blijven vechten. De Belgen rukken verder op richting stadscentrum via de Zurenborghoeve, waar een jonge Hendrik Conscience getuige is van de gevechten.

## Uitkomst
Op 26 oktober trekken de resterende Nederlanders zich terug in de citadel van Antwerpen en op 27 oktober veroveren de revolutionairen de havenstad. Uiteindelijk sneuvelden vijftien tot achttien Belgische revolutionairen tijdens de Slag bij Berchem, het aantal Hollanders dat het leven liet is onbekend.
Dat een ongeorganiseerd leger van ongeveer 800 Belgen het pleit won van 15 000 Nederlanders mag opmerkelijk heten. Dat de Nederlanders ondanks hun verpletterende overmacht toch verloren hebben, heeft volgens historici twee redenen: in eerste instantie nam het Belgische leger zijn toevlucht tot onorthodoxe tactieken, zoals stadsguerrilla. Het Nederlandse staatsleger, dat gewend was om in open veld te vechten, opgesteld in rotten, was hiertegen niet opgewassen. Langs de andere kant bestond het Nederlandse leger grotendeels uit Belgen. De officieren waren Nederlands, maar de gewone soldaten verzuimden het om op hun Belgische broeders te schieten en deserteerden massaal.

## Herinnering
Ter gelegenheid van de honderdste verjaardag van de Belgische onafhankelijkheid werd Frederik de Merode in 1905 geëerd met een standbeeld in Berchem. De familie de Merode werd toen ook in de prinsenstand verheven. De Belgische aanvoerders, Mellinet en Niellon, kregen in Berchem een straatnaam. 
Sinds 2010 wordt de Slag bij Berchem om de vijf jaar nagespeeld in het Brilschanspark tijdens de Merodefeesten.